# Tidaholm (đô thị)
Đô thị Tidaholm (Tidaholms kommun) là một đô thị ở hạt Västra Götaland ở phía tây Thụy Điển. Thủ phủ là thành phố Tidaholm.
Đô thị này nằm ở bên bờ sông Tidan.
Vào giai đoạn đầu những năm 1970, đã diễn ra một đợt cải cách quyết định của chính quyền địa phương trên phạm vi toàn quốc tại Thụy Điển. Các khu vực đô thị và nông thôn đã được sáp nhập để tạo thành các đô thị lớn hơn và phát triển hơn. Thành phố cổ Tidaholm (thành lập từ năm 1910) đã được hợp nhất vào năm 1974 với vùng nông thôn xung quanh Hökensås cùng một phần của Dimbo và Fröjered. Tổng số đơn vị ban đầu (tính từ năm 1863) trong đô thị hiện tại là 20.
Trong đô thị này, nhiều nhà thờ từ thời Trung cổ được bảo tồn cẩn thận. Một số địa điểm nhà thờ còn lưu giữ những ví dụ xuất sắc về kiến trúc đá cổ điển của Scandinavia từ thời kỳ đầu.